# Cereopsius satelles
Cereopsius satelles là một loài bọ cánh cứng trong họ Cerambycidae.